# Pisaura lama
Pisaura lama är en spindelart som beskrevs av Friedrich Wilhelm Bösenberg och Embrik Strand 1906. Pisaura lama ingår i släktet Pisaura och familjen vårdnätsspindlar. Inga underarter finns listade i Catalogue of Life.